# 汪曾祺华语小说奖
汪曾祺华语小说奖是由中国作家协会《小说选刊》杂志社、辽宁省作家协会、江苏省高邮市人民政府主办的华语小说奖项，以中国当代作家汪曾祺的名字命名，2017年頒發第一屆。

## 历届获奖名单

### 第一届（2017）[2]

#### 长篇小说奖
- 赵本夫，获奖作品《天漏邑》

#### 中篇小说奖
- 王安忆，获奖作品《向西，向西，向南》
- 张悦然，获奖作品《大乔小乔》

#### 短篇小说奖
- 莫言，获奖作品《天下太平》
- 樊建军，获奖作品《穿白衬衫的抹香鲸》
- 双雪涛，获奖作品《北方化为乌有》

#### 微小说年度作家奖
- 蔡中锋